# 胖紫蛤
胖紫蛤（学名：Hiatula inflata），是帘蛤目紫云蛤科Hiatula的一种。主要分布于中国大陆，常栖息在潮间带。